# 莫斯提馬
莫斯提馬在旧约伪典《禧年書》中记载许多关于这名堕天使的故事。根據禧年書中的記载，他是墮天使與女性惡魔的首領。基本上和阿撒兹勒同是看守天使的指挥者。在死海古卷中，他是災難的天使，萬惡之父，也是上帝的奉承者。他首次出現在第二聖殿時期的文獻中，希伯來語mastemah（מַשְׂטֵמָה）的化身，意思是“仇恨”、“敵意”或“迫害”。
莫斯提馬最初和彼列一同来到人间因对人间的女孩有所留念而被罚。在诺亚时期时，统领了留在大地中被洪水灭绝的恶灵。当洪水後神要将堕天使都丢入地狱时，莫斯提马向神求情，而神才留下了十分之一的堕天使在人间，为人间带来诸多烦恼如诱惑、告发、处刑等罪。
《禧年書》17章中，莫斯提馬代替上帝試探亞伯拉罕，要求他獻上以撒為祭。在以撒臨終之際，祝福雅各的子孫不受莫斯提馬誘惑，偏離雅威的正道。
出埃及記中，上帝想殺摩西的片段 在《禧年書》重述為莫斯提馬打算殺死摩西。